# マリオン郡 (カンザス州)
マリオン郡 (Marion County、標準省略：MN) はアメリカ合衆国カンザス州に位置する郡である。2000年現在、人口は13,361人である。ここの郡庁所在地はマリオンである。

## 地理
アメリカ合衆国統計局によると、この郡は総人口2,470 km2 (954 mi2) である。このうち2,443 km2 (943 mi2) が陸地で27 km2 (10 mi2) が水域である。総面積の1.09%が水域となっている。

### 隣接する郡
- ディキンソン郡 (北)
- モリス郡 (北東)
- チェイス郡 (東)
- バトラー郡 (南東)
- ハーベイ郡 (南西)
- マクファーソン郡 (西)
- セイリーン郡 (北西)

## 人口動勢
2000年現在の国勢調査で、この都市は人口13,361人、5,114世帯、及び3,687家族が暮らしている。人口密度は5/km2 (14/mi2) である。2/km2 (6/mi2) の平均的な密度に5,882軒の住宅が建っている。この都市の人種的な構成は白人97.06%、アフリカン・アメリカン0.47%、先住民0.59%、アジア0.19%、太平洋諸島系0.01%、その他の人種0.55%、及び混血1.14%である。ここの人口の1.92%はヒスパニックまたはラテン系である。
この郡内の住民は24.80%が18歳未満の未成年、18歳以上24歳以下が7.90%、25歳以上44歳以下が23.50%、45歳以上64歳以下が22.70%、及び65歳以上が21.10%にわたっている。中央値年齢は41歳である。女性100人ごとに対して男性は95.10人である。18歳以上の女性100人ごとに対して男性は92.20人である。
この郡内の世帯ごとの平均的な収入は34,500米ドルであり、家族ごとの平均的な収入は41,386米ドルである。男性は30,236米ドルに対して女性は21,119米ドルの平均的な収入がある。この郡の一人当たりの収入 (per capita income) は16,100米ドルである。人口の8.30%及び家族の4.80%は貧困線以下である。全人口のうち18歳未満の9.50%及び65歳以上の9.70%は貧困線以下の生活を送っている。

## 都市及び町
- バーンズ (Burns)
- Durham
- フローレンス (Florence)
- Goessel
- ヒルズボロ (Hillsboro)
- リーハイ (Lehigh)
- リンカーンビル (Lincolnville)
- ロストスプリングス (Lost Springs)
- マリオン (Marion)
- Peabody
- Ramona
- タンパ (Tampa)

## 郡区
バートン郡は24の郡区に分かれている。フローレンス、ヒルズボロ、及び マリオンの都市は governmentally independent と見なされ郡区向けの国勢調査外観から除外されている。以下の表内の人口中心は、もしかなりの数ならば、郡区の人口総計を含む最大都市である。

## 教育

### 統一された学校区
- センター 統一教育学区397号
- Peabody-Burns 統一教育学区398号
- マリオン 統一教育学区408号
- Durham Hills 統一教育学区410号
- Goessel 統一教育学区411号